# دنيا (فلم 1946)
دنيا (بالإنجليزية: Dunia (1946 film)) هو فيلم تم إنتاجه في مصر وصدر في سنة 1946. الفيلم من إخراج محمد كريم وكتابة محمد كريم.

## فريق العمل
تألبف وإخراج: محمد كريم
تمثيل:
- راقية إبراهيم
- أحمد سالم
- سليمان نجيب
- دولت أبيض
- فاتن حمامة

## روابط خارجية
- دنيا على موقع IMDb (الإنجليزية)
- دنيا على موقع قاعدة بيانات الأفلام العربية
- دنيا على موقع قاعدة بيانات الفيلم (الإنجليزية)
- دنيا على موقع ليتربوكسد (الإنجليزية)
- دنيا على موقع كينوبويسك (الروسية)